# Pedicularis condensata
Pedicularis condensata är en snyltrotsväxtart som beskrevs av Friedrich August Marschall von Bieberstein. Pedicularis condensata ingår i släktet spiror, och familjen snyltrotsväxter. Inga underarter finns listade i Catalogue of Life.